# کردی ملکشاهی
کردی ملکشاهی یا ملگشای از گونه‌های کردی زبان کردی جنوبی است. دانشنامهٔ اتنولوگ از معتبرترین دانشنامه‌های جهان، پروفسور اِوا اِپلر از گروه زبان‌شناسی دانشگاه روهمپتون و دانشگاه کمبریج و همچنین گروه زبان‌شناسی دانشگاه پنسیلوانیا گویش ملکشاهی (ملگشای) را در زیرردهٔ گویش‌های جنوبی کردی در کنار گویش‌هایی نظیر فیلی و کلهری تقسیم‌بندی کرده‌اند. بر اساس تقسیم‌بندی دیگر گویش ملکشاهی از لهجه‌های گویش کردی ایلامی محسوب می‌شود که گویش رایج مردم ایل ملکشاهی است.
زبان و گویش کردی ملکشاهی از بکرترین و دست‌نخورده‌ترین گویش‌های اصیل زبان کردی محسوب می‌شود که به دلیل عدم استفاده از لغات بیگانه هم‌چنان اصالت خود را حفظ نموده‌است. زبان کردی ایلامی (لهجه ملکشاهی) رابطه نزدیکی با زبان ایرانی میانه (پهلوی اشکانی و پهلوی ساسانی) دارد، از مقایسهٔ واژگان کردی ایلامی (لهجه ملکشاهی) با زبان ایرانی میانه، به این نتیجه می‌توان رسید که بسیاری از واژگان پهلوی با واژگان کردی ایلامی (لهجه ملکشاهی) هم ریشه‌اند و ساخت‌های هجایی یکسانی دارند. این هم‌آوایی، در بسیاری از افعال، مفاهیم سیاسی، دینی و اجتماعی، مشاغل، اسامی خاص، اسامی عام، عبارات ساده و حتی اصطلاحات عامیانه دیده می‌شود. همچنین واکه‌های پسین و پیشین و میانی زبان پهلوی اشکانی و پهلوی ساسانی با واکه‌های پسین و پیشین و میانی زبان کردی ایلامی (لهجه ملکشاهی) از نظام آوایی یکسانی برخوردارند. لهجه ملکشاهی شباهت‌هایی را نیز با گویش کرمانجی دارد و در این دو گویش می‌توان ساخت‌های هجایی یکسان و کلمات مشابه فراوانی را مشاهده کرد.

## ساختار آوایی
ساختار آوایی گویش کرمانجی و کردی ایلامی (لهجه ملکشاهی) شباهت بسیاری با یکدیگر دارد. شباهت‌های ساختاری این دو گویش را بدین صورت خوانده‌اند:

### هم‌خوان‌ها
از نظر تعداد هم‌خوان گویش کرمانجی ۳۲ هم‌خوان و گویش کردی ایلامی ۲۸ هم‌خوان دارد؛ که با توجه به بررسی هم‌خوان‌های دو گویش شباهت‌های بی‌شماری دیده شد. بعضی از همخوان‌ها در گویشهای کردی از جمله گویش کرمانجی خراسان و سورانی نیز وجود دارد؛ اما در کردی ایلامی تنها در بعضی از گونه‌های گویش مانند گونه ملکشاهی حضور دارد.
- انفجاری‌ها: گویش کرمانجی نسبت به گویش کردی ایلامی سه هم‌خوان انفجاری بیشتر دارد.
- سایشی‌ها: دو گویش هم‌خوان‌های سایشی یکسانی دارند.
- انسایشی‌ها: در این دو گویش هم خوان‌های انسایشی به جز در یک مورد با هم مشترکند.
- خیشومی‌ها و روان هم‌خوان‌ها نیز همچنین.
- نیم‌مصوت‌ها: همانند هم‌خوان‌های روان نیم‌مصوت‌های دو گویش نیز مشترک‌اند که عبارتند از y , w.

### واکه‌ها
از نظر واکه‌ها کرمانجی خراسانی ۱۱ واکه و گویش کردی ایلامی ۱۰ واکه دارد. واکه‌های دو گویش بر اساس جفت‌های کمینه دو گویش که به دست آمده‌اند نیز مشابهت دارند. در واکه‌های پیشین، واکه‌های پسین و واکه‌های میانی این دو گویش نیز شباهت‌های زیادی دیده می‌شود.

### ساخت‌های هجایی
در ساخت‌های هجایی زبان کردی شش هجا وجود دارد: ccvvc,ccvc,ccv,cvcc,cvc,cv که با بررسی تطبیقی گویش کردی ایلامی با زبان کردی اردلانی و سورانی این گویش شش هجا دارد، حال آن‌که گویش کرمانجی پنج ساخت هجایی دارد: ccvvc,ccvc,cvcc,cvc,cv.
تفاوت عمدهٔ گویش کرمانجی و گویش کردی ایلامی در (نادمیدگی) است. این تفاوت در هم‌خوان‌هایی از گویش کرمانجی است که تحت تأثیر زبان ارمنی و ترکی به وجود آمده‌است؛ ولی گویش کردی ایلامی چون تحت تأثیر این دو زبان نبوده‌است این تغییرات را نپذیرفته‌است.

## مقایسه کردی ملکشاهی باکردی اردلانی
| ملکشاهی  | اردلانی (سنندجی) | فارسی     |
| -------- | ---------------- | --------- |
| هولوو    | هه‌شتاڵوو         | هلو       |
| بچیمن    | بچین             | برویم     |
| بچم      | بچم              | بروم      |
| خوه‌یشک   | خوه‌یشک           | خواهر     |
| ئۊه      | ئێوه             | شما       |
| تێوڵ     | ته‌وێڵ            | پیشانی    |
| بچوو     | بچۆ              | برو       |
| مل       | مل               | گردن      |
| زاروو    | مناڵ             | بچه       |
| مه‌لیچگ   | مه‌لووچه‌گ         | گنجشک     |
| که‌روییه  | که‌ورێشک          | خرگوش     |
| ڕووی     | ڕێوی             | روباه     |
| چوه ئۊشێ | چه ئه‌یژێت        | چه می‌گوید |